# Černina
Černina – wieś (obec) na Słowacji położona w kraju preszowskim, w powiecie Humenné. Pierwsze wzmianki o miejscowości pochodzą z roku 1492.
Według danych z dnia 31 grudnia 2010, wieś zamieszkiwały 174 osoby, w tym 95 kobiet i 79 mężczyzn.
W 2001 roku względem narodowości i przynależności etnicznej wszyscy mieszkańcy deklarowali się jako Słowacy.